# Robert Riedenauer
Robert L. „Bob“ Riedenauer (* 2. August 1936 in Fresno; † 23. April 2007 in Palmdale) war ein amerikanischer Testpilot. Bekanntheit erlangte er durch den Absturz mit einer Lockheed F-117 1982, bei dem er so schwer verletzt wurde, dass er seine Pilotenlaufbahn aufgeben musste.

## Leben
Riedenauer machte seinen Bachelorabschluss in Maschinenbau 1967 an der Arizona State University. Danach ging er zur Air Force, wo er 1969 die Air-Force-Testpilotenschule auf der Edwards Air Force Base abschloss.
Danach wurde er im Vietnamkrieg eingesetzt und flog dort 120 Kampfeinsätze in einer Republic F-105. Als Air-Force-Testpilot hatte er u. a. Anteil an der Entwicklung der Lockheed U-2 und Lockheed SR-71.
Riedenauer wurde als Chef der SR-71-Testpiloten im Range eines Oberstleutnants entlassen und heuerte als Testpilot bei Lockheed an, wo er in den Skunk Works, dem berüchtigten „Fuchsbau“, arbeitete. Er war einer der Lockheed-Testpiloten im F-117-Programm.
Riedenauer stürzte am 20. April 1982 auf dem Groom-Lake-Testzentrum mit der ersten Serien-F-117 (Seriennummer 79-0785) beim Start ab, weil die Sensoren des Fly-by-wire-Systems vertauscht angeschlossen waren. Unmittelbar beim Abheben überschlug sich die Maschine rückwärts und stürzte in Rückenlage auf die Startbahn. Riedenauer konnte sich nicht katapultieren und erlitt schwere Verletzungen, von denen er sich nie wieder richtig erholen konnte.
Anschließend wurde er zum Einsatzleiter bei Lockheed befördert und ging schließlich 1993 in den Ruhestand. In seiner gesamten Karriere absolvierte Riedenauer über 6500 Flugstunden auf über 50 verschiedenen Flugzeugmustern.
Riedenauer hatte eine Ehefrau, Sharon, mit der er vier Kinder hatte.
Er starb im Alter von 70 Jahren nach langer schwerer Krankheit an Krebs.

## Auszeichnungen
Militärisch
- Air Force Distinguished Flying Cross mit zweifachem Eichenlaub
- Air Medal mit elfmal Eichenlaub
- Meritorious Service Medal

Zivil
- Aerospace Walk of Honor